# خیابان بثرست
خیابان بثرست (انگلیسی: Bathurst Street) یک گذرگاه اصلی شمال به جنوب در تورنتو، انتاریو، کانادا است. از تقاطع اسکله کوئینز (تورنتو)، درست در شمال خط ساحلی دریاچه انتاریو شروع می‌شود. از طریق تورنتو به سمت شمال تا مرز تورنتو در خیابان استیلز ادامه می‌یابد. این یک گذرگاه چهار بانده در سراسر تورنتو است. این جاده به سمت شمال به شهرستان یورک (کانادا) ادامه می‌یابد که به عنوان جاده منطقه‌ای یورک ۳۸ شناخته می‌شود.